# Calycomyza cruciata
Calycomyza cruciata este o specie de muște din genul Calycomyza, familia Agromyzidae, descrisă de Valladares în anul 1992. Conform Catalogue of Life specia Calycomyza cruciata nu are subspecii cunoscute.